# Ockholm
Ockholm (en danois: Okholm) est une commune de l'arrondissement de Frise-du-Nord, Land de Schleswig-Holstein.

## Géographie
La commune se situe sur les côtes de la mer du Nord, au sein de marais maritimes.
En plus d'Ockholm, la commune comprend aussi Schlüttsiel, Bongsiel et le sud de Hauke-Haien-Koog (de).

## Histoire
Jusqu'à l'inondation de la Saint-Marcel en 1362, Ockholm appartient aux hundreds de Beltring. Il ne reste plus qu'une Hallig. Ockholm est mentionné pour la première fois en 1462. Son nom signifierait "île d'Ocke". Des chantiers archéologiques ont montré une activité agricole du XIe au XIVe siècle, jusqu'à l'inondation.
En 1515, le hallig est entouré d'une digue et gagne du terrain. Une église est reconstruite. La presqu'île est souvent en danger lors de tempêtes. Les marais montrent les ruptures de digues et l'impossibilité de les relever.
En 1579, des marchands de Flensbourg établissent un port après qu'on leur a refusé l'accès à celui de Husum. Il demeure marginal, n'est pas entretenu et donc détruit après des tempêtes.
L'inondation de 1634 franchit les digues, submerge le polder, détruit l'église, tuant 400 personnes. En 1639, Christian IV de Danemark fait une priorité de reconstruire ce territoire. Les travaux sont finis en 1641. On baptise le nouveau terrain du nom de Burchard von Ahlefeldt (de). En 1647, l'église est rebâtie.
En 1735, le canal de Bongsiel (de) permet le drainage de dix polders. Après une tempête de 1962, une nouvelle série de digues est reconstruite, l'espace entre elles est classée zone humide.
Durant le troisième Reich, la commune accueille un camp de travailleurs qui bâtissent des digues.
En 1959, un port est bâti afin de permettre des liaisons en ferry vers les halligs et Amrum.